# 普雷翁卢
普雷翁卢（法語：Prévonloup，法語發音：[pʁevɔ̃lu]）是瑞士沃州的一个市镇，属于布鲁瓦-维利区。普雷翁卢的总面积为1.84平方公里，截至2018年12月31日总人口为184人。